# Saint-André-le-Puy
Saint-André-le-Puy è un comune francese di 1 281 abitanti situato nel dipartimento della Loira della regione dell'Alvernia-Rodano-Alpi.

## Società

### Evoluzione demografica
Abitanti censiti